# Most már elég!
A Most már elég! (eredeti cím: Enough) 2002-ben bemutatott amerikai családi dráma, thriller Jennifer Lopez és Billy Campbell főszereplésével.

## Cselekménye
Erin pincérnő egy büfében. Erinnek igen megtetszik az a lovagias férfi, aki megvédi egy tolakodó frátertől. Nem sokkal később hozzámegy és idillikus házasságukból hamarosan egy kislány születik. Azonban a férj más nők után jár, és amikor Erin ezt szóvá teszi, kap néhány pofont. Férje hozzáteszi, hogy szereti, és nem akarja, hogy elmenjen.  A verések ismétlődnek és Erinnek elege lesz, egy éjszaka megpróbál elszökni a lányával együtt, de a férje rátámad és megrugdossa. Szerencsére Erinnek segít a büféből három munkatársa a szökésben, bár a férje fegyvert fog rájuk.
Erin szállodában, később olcsó motelekben húzza meg magát, de férje hamar rájuk talál. Mivel férje letiltotta a bankkártyáját, Erin a barátnője hitelkártyáját használja, de férje ez alapján is lenyomoztatja a hollétét. Erin egy régi barátjánál húzza meg magát, de már aznap este három szadista bérgyilkost küld a férje a nyakukba, akik FBI-osnak kiadva magukat, majdnem megtalálják.
Erin San Franciscóban felkeresi apját (aki kétéves korában elhagyta, és most jól menő internetes cége van), de a férfi nem akar tudni róla és nem segít neki, csak akkor, amikor a három bérgyilkos nála is érdeklődik a lánya felől.
Erin felkeres egy ügyvédet, aki csak annyit tanácsot tud mondani, hogy azonnal a rendőrséghez kellett volna fordulnia, amikor még a testi sérüléseiről látleletet lehetett volna felvenni. Mivel bírósági tárgyaláson kell megjelennie, jó esélye van rá, hogy a férje újból követni fogja, majd megöli.
Apja anyagi segítségével egy közelharcot oktató edző intenzíven foglalkozik vele. Erin visszamegy férje házába (ahol látja távozni férje éppen aktuális szeretőjét) majd közelharcot vív vele, mivel egyetlen esélye az, ha a férjét önvédelemből megöli.

## Szereplők
| Színész           | Szerep                                               | Magyar hang    |
| ----------------- | ---------------------------------------------------- | -------------- |
| Jennifer Lopez    | Erin "Cingár" (Slim) Hiller / Erin Ann Shleeter      | Németh Borbála |
| Billy Campbell    | Mitch Hiller                                         | Németh Kristóf |
| Tessa Allen       | Gracie Hiller / Queen Elizabeth Shleeter, Erin lánya | Bánlaki Kelly  |
| Juliette Lewis    | Ginny, Erin barátnője                                | Für Anikó      |
| Dan Futterman     | Joe, Erin volt barátja                               | Görög László   |
| Christopher Maher | Phil, Erin mostohaapja                               | Kovács István  |
| Fred Ward         | Jupiter, vállalkozó, Erin apja                       | Rosta Sándor   |
| Noah Wyle         | Robbie, korrupt rendőrtiszt, Mitch haverja           | Fekete Zoltán  |

## Díjak, jelölések
Jelölések:
- 2002, Teen Choice Awards – Jennifer Lopez
- 2002, Arany Málna díj , „legrosszabb színésznő” – Jennifer Lopez